# 2254 Requiem
2254 Requiem è un asteroide della fascia principale. Scoperto nel 1977, presenta un'orbita caratterizzata da un semiasse maggiore pari a 2,3427807 au e da un'eccentricità di 0,1491446, inclinata di 5,04340° rispetto all'eclittica.
L'asteroide è dedicato a Melanija Petrovna Černych, madre dello scopritore e defunta nel medesimo anno della scoperta, attraverso l'espressione latina comunemente usata per la memoria dei defunti.